# (500438) 2012 TO164
(500438) 2012 TO164 es un asteroide perteneciente al cinturón de asteroides, descubierto el 8 de octubre de 2012 por el equipo del Pan-STARRS desde el Observatorio de Haleakala, Hawái, Estados Unidos.

## Designación y nombre
Designado provisionalmente como 2012 TO164.

## Características orbitales
2012 TO164 está situado a una distancia media del Sol de 3,034 ua, pudiendo alejarse hasta 3,264 ua y acercarse hasta 2,804 ua. Su excentricidad es 0,075 y la inclinación orbital 9,589 grados. Emplea 1931,02 días en completar una órbita alrededor del Sol.
Los próximos acercamientos a la órbita de Júpiter se producirán el 24 de noviembre de 2032, el 17 de abril de 2071 y el 7 de septiembre de 2080, entre otros.

## Características físicas
La magnitud absoluta de 2012 TO164 es 16,8.